# Jón Dagur Þorsteinsson
Jón Dagur Þorsteinsson (auch Thorsteinsson; * 26. November 1998 in Kópavogur) ist ein isländischer Fußballspieler, der seit August 2024 beim deutschen Zweitligisten Hertha BSC unter Vertrag steht. Der Flügelspieler ist seit November 2018 isländischer Nationalspieler.

## Karriere

### Verein
Der in Kópavogur im Südwesten Islands geborene Jón Dagur Þorsteinsson entstammt der fußballerischen Ausbildung des lokalen HK Kópavogur, wo er im Verlauf des Spieljahres 2014 erstmals in die erste Mannschaft befördert wurde. Am 23. August 2014 (18. Spieltag) gab er beim torlosen Unentschieden gegen Þróttur Reykjavík mit 15 Jahren sein Debüt in der zweithöchsten isländischen Spielklasse, als er in der Schlussphase für Hörður Magnússon eingewechselt wurde. Im weiteren Verlauf der Saison bestritt er zwei weitere Ligaspiele und in der nächsten Spielzeit 2015 wurde er bereits regelmäßig berücksichtigt.
Im September 2015 wechselte der Offensivspieler nach England in die U18-Mannschaft des FC Fulham. Bereits in seiner ersten Spielzeit 2015/16 spielte er auch sieben Mal für die Reservemannschaft in der Premier League 2. In der nächsten Saison 2016/17 gelang ihm der Durchbruch in der U18, während er parallel dazu auch einige Ligaspiele für die U23 absolvierte. Am 19. Januar 2017 unterzeichnete er einen neuen Zweieinhalbjahresvertrag bei den Cottagers. Aufgrund seiner guten Leistungen in der U18 spielte er ab Februar 2017 regelmäßig für die Reserve, wo er sich ebenfalls einen Stammplatz erarbeiten konnte. Dort beendete er die Saison mit zwei Treffern und einem Assist in 17 Premier-League-2-Einsätzen. In der nächsten Saison 2017/18 sammelte er in 20 Ligaeinsätzen für die Reserve sechs Tore und drei Vorlagen.
Um Spielpraxis auf höherem Niveau zu sammeln, wechselte Jón Dagur Þorsteinsson am 31. August 2018 auf Leihbasis für die gesamte Saison 2018/19 zum dänischen Erstligisten Vendsyssel FF. Sein Debüt im Erwachsenenfußball gab er am 2. September 2018 (8. Spieltag) beim 1:1-Unentschieden gegen den Aarhus GF, bei dem er in der Schlussphase für Seyi Adekoya eingetauscht wurde. Am 30. September (11. Spieltag) erzielte er beim 2:1-Heimsieg gegen den FC Kopenhagen per Freistoß sein erstes Saisontor. Er etablierte sich rasch als Stammkraft am linken Flügel, spielte mit dem Aufsteiger jedoch die gesamte Spielzeit gegen den Abstieg. Ihm gelangen in 26 Ligaeinsätzen vier Treffer und genauso viele Vorlagen, die jedoch nicht ausreichten, weshalb der Verein nach einem Jahr wieder den Gang in die zweitklassige 1. Division antreten musste.
Der FC Fulham zog im Mai 2019 eine Option in seinem Vertrag und verlängerte diesen damit für ein Jahr. Dennoch kehrte Jón Dagur Þorsteinsson im Sommer 2019 nicht nach London zurück, sondern verblieb in Dänemark, wo er sich auf permanenter Basis dem Erstligisten Aarhus GF anschloss. Beim Verein aus der Region Midtjylland stattete man ihn mit einem Dreijahresvertrag aus. Sein erstes Spiel bestritt er am 15. Juli 2019 (1. Spieltag) beim 1:1-Unentschieden gegen den Hobro IK, bei dem er in der 77. Spielminute für Jakob Ankersen eingewechselt wurde. Sein erstes Ligator im Trikot der Hviie gelang ihm vier Tage später bei der 1:2-Auswärtsniederlage gegen den FC Kopenhagen. Er entwickelte sich auch bei Aarhus als Stammspieler und bildete zusammen mit Mustapha Bundu eine der gefährlichsten Flügelzangen der Liga. Er beendete die Spielzeit 2019/20 mit acht Toren und fünf Vorlagen, welche er in 31 Ligaeinsätzen sammeln konnte.
Am 20. Dezember 2020 (13. Spieltag) erzielte er beim 3:0-Heimsieg gegen den Aalborg BK zwei Tore und bereitete das dritte Tor seiner Mannschaft vor.
Nach Ablauf seines Vertrages wechselte er Anfang Juli 2022 zum belgischen Erstdivisionär Oud-Heverlee Löwen, wo er einen Vertrag mit einer Laufzeit von drei Jahren unterschrieb. In seiner ersten Saison bestritt er 31 von 34 möglichen Ligaspielen, in denen er 12 Tore schoss, sowie zwei Pokalspiele für Löwen.
Ende August 2024 wechselte Jón Dagur zum deutschen Zweitligisten Hertha BSC, wo er einen Vertrag bis 30. Juni 2027 unterschrieb.

### Nationalmannschaft
Zwischen Juli 2014 und März 2015 bestritt Jón Dagur Þorsteinsson zehn Länderspiele für die isländische U17-Nationalmannschaft. Von November 2015 bis Oktober 2016 kam er dann in sieben Spielen der U19 zum Einsatz. Im März 2017 lief er erstmals für die U21 auf, für die er bis November 2020 insgesamt 19 Länderspiele absolvierte, in denen er drei Torerfolge verbuchen konnte.
Am 15. November 2018 debütierte er bei der 0:2-Nations-League-Niederlage gegen Belgien für die A-Nationalmannschaft, als er in der Schlussphase für Albert Guðmundsson in die Partie gebracht wurde. In seinem zweiten Länderspieleinsatz, am 11. Januar 2019 beim 2:2-Unentschieden in einem Testspiel gegen Schweden, gelang ihm sein erstes Länderspieltor.

## Privates
Þorsteinsson lebt mit seiner Freundin und seiner Tochter in Berlin-Grunewald. Sein Vater Þorsteinn H. Halldórsson ist der Trainer der Isländischen Fußballnationalmannschaft der Frauen. (Beides Stand August 2025)